# St. Valentin (Eppan)

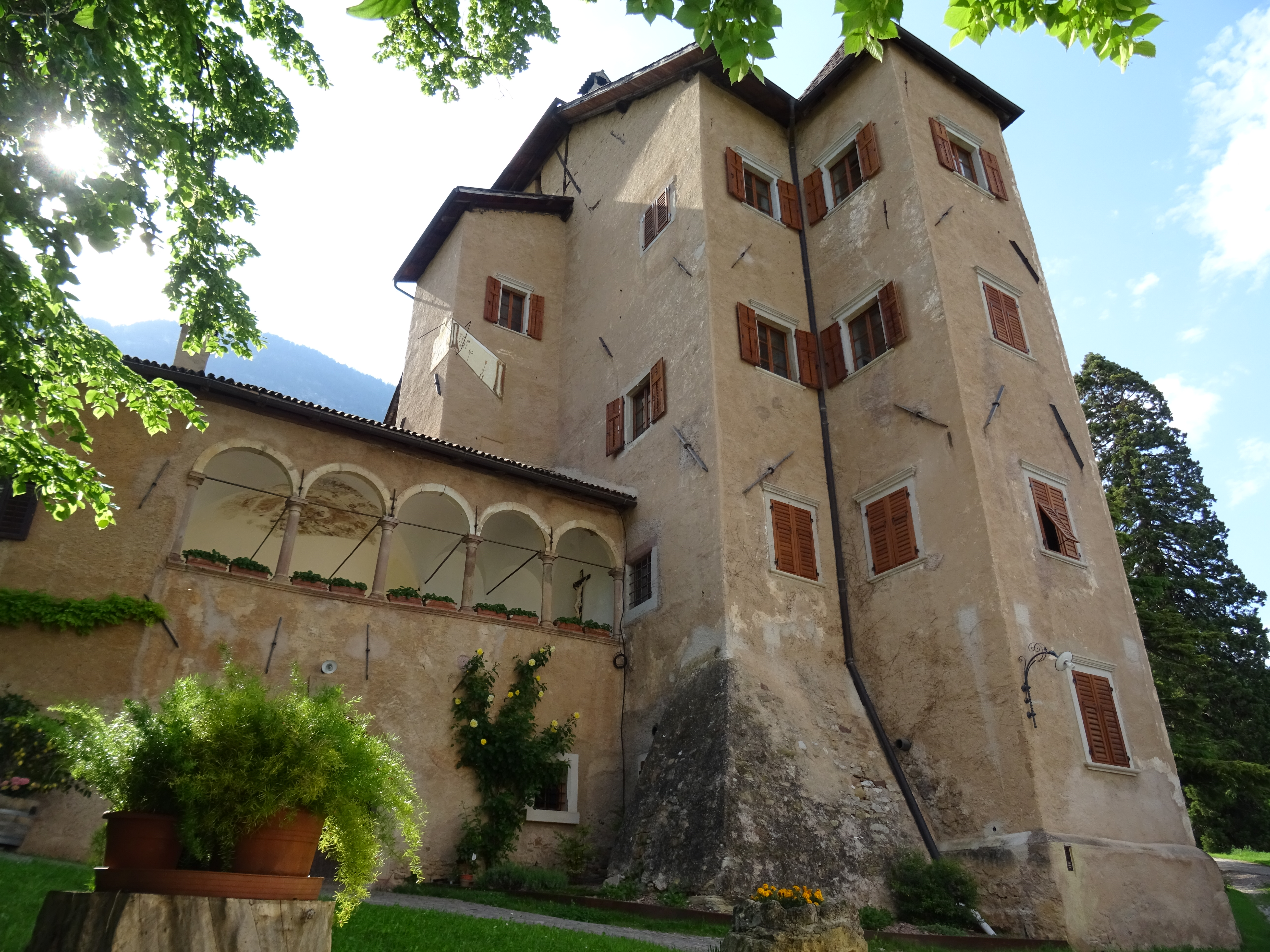
St. Valentin

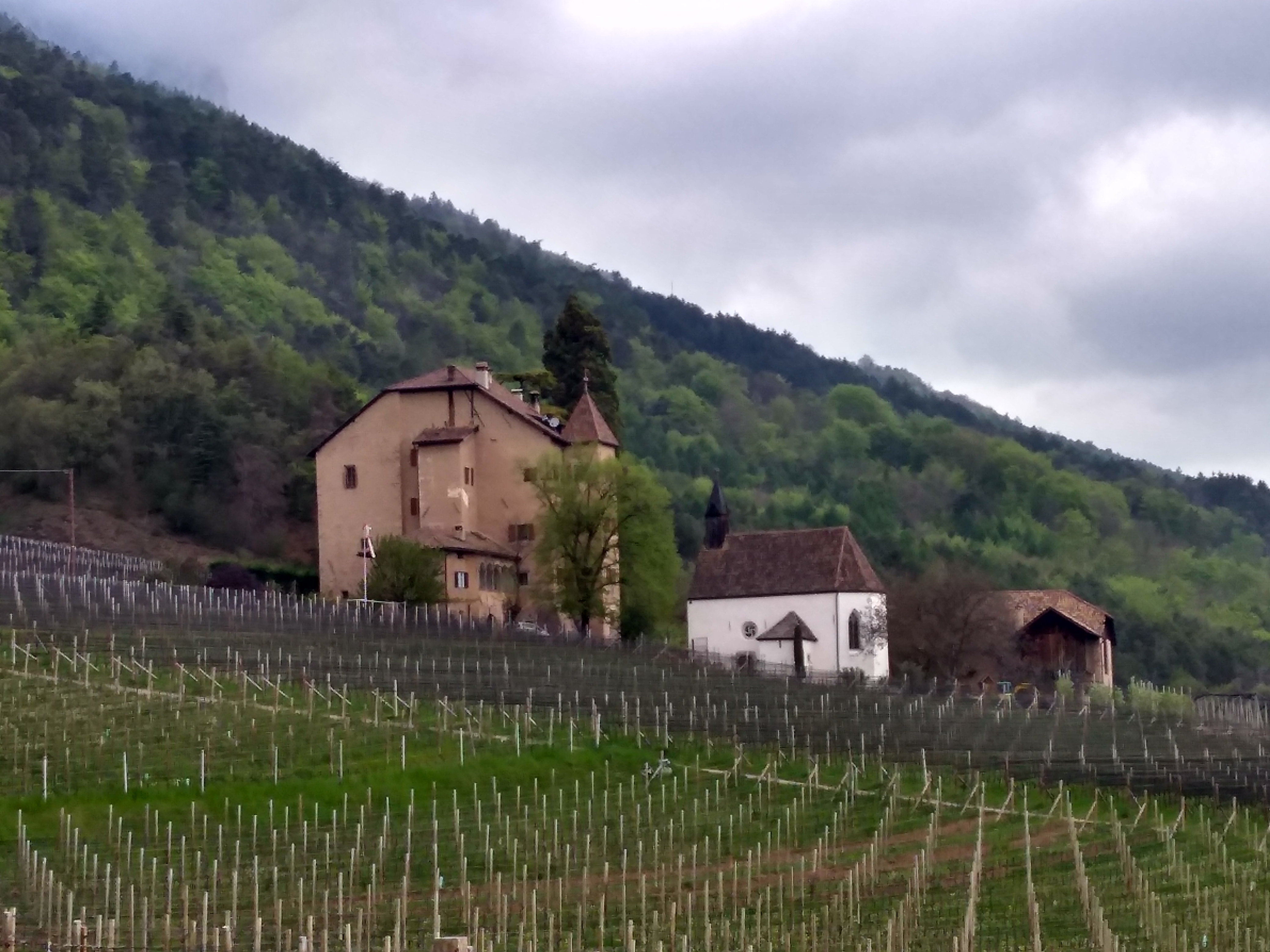
Ansitz und Kapelle

St. Valentin ist ein Ansitz mit einer Kapelle in Berg, einer Fraktion der Gemeinde Eppan in Südtirol.

## Geschichte
St. Valentin ist ein alter Rittersitz der Edlen von St. Valentin, Dienstmannen der Grafen von Eppan. Der Name geht auf die neben dem Wohnhaus stehende Valentinskapelle in Berg zurück, die 1231 bzw. 1382 erstmals erwähnt wurde, jedoch bedeutend älter ist. Im Jahr 1265 ist mit einer gewissen Diemut von St. Valentin (domina Diemudis de sancto Valentino) auch eine Herkunftsbezeichnung urkundlich belegt. Das Gotteshaus steht unter dem Patrozinium des Heiligen Valentin von Rätien. Bei Untersuchungen konnte jüngst eine romanische Rundapsidenkirche, die auf den Resten eines römischen Wohnhauses aus dem 4. bis 5. Jahrhundert errichtet wurde, nachgewiesen werden. Unklar bleibt, ob das Geschlecht mit dem später in Obermais ansässigen Cagno von St. Valentin, die 1428, anderen Angaben zufolge 1495 erloschen sind, verwandt war, mit denen sie auch des Öfteren verwechselt werden. Die heutige spätgotische Kapelle mit einem hölzernen Dachreiter wurde um 1500 errichtet. 1600 besaßen das Anwesen die Grafen Fuchs von Fuchsberg, die den mittelalterlichen Wohnturm im Renaissancestil mit zwei Erkertürmen ausbauen und erweitern ließen. St. Valentin ging 1844 an Franz von Meran und 1893 an dessen Sohn Johann. Ab 1926 ging das Anwesen in bäuerliche Hände über und dient aktuell als Ferienunterkunft. Kapelle und Ansitz stehen seit dem 22. März 1951 unter Denkmalschutz. 

## Beschreibung
Es handelt es sich um einen hohen Renaissancebau mit Walmdach, zwei Ecktürmen und einer Loggia. Die spätgotische Kapelle besitzt einen hölzernen Dachreiter, eine Empore und einen Chor mit Kreuzrippengewölbe.